# Jean-Pierre Coallier
Pour les articles homonymes, voir Coallier.
Jean-Pierre Coallier, né à Montréal le 16 novembre 1937, est un animateur de radio et de télévision  québécois. Il était l'animateur matinal de Radio-Classique Montréal.

## Carrière
Il commence sa carrière radiophonique à Sudbury dans les années 1950. Il devient animateur de nouvelles en 1959 à Timmins, puis il se joint à l'équipe de Télé-Métropole dès son ouverture en 1961, où il anime notamment Métro Matin, la première émission matinale canadienne.
Par la suite, il anime l'émission Jeux d'hommes en 1965, mais c'est avec le variété Ad Lib qu'il connaît un immense succès, entre 1986 et 1995. Il anime par la suite Le Mec à Dames, aux côtés de Danielle Ouimet, de 2002 à 2005. Il fait également une apparition dans le film Louis 19, le roi des ondes en 1994. 
Jean-Pierre Coallier a également été le porte-parole de Goodyear au Québec. Deux de ses fils sont également acteurs et animateurs, à savoir Marc-André et Claude-Michel Coallier.
Dans le domaine radiophonique, Jean-Pierre Coallier a été propriétaire de plusieurs stations de radio, dont CFGL-FM, station lavalloise qu'il avait créée en 1968 avec Roland Saucier et qui, dans les années soixante-dix, engageait à l'animation des personnalités très connues parmi lesquelles Danielle Ouimet, Guy Godin, Albert Millaire, Serge Turgeon et Raymond Archambault. Il a également fait l'acquisition de CIME-FM (dans les Laurentides), CJLM-FM (dans Lanaudière) et surtout CIEL-MF, station de la Rive-Sud de Montréal, créée à l'origine (1977) par Stéphane Venne et Marcel Lefebvre, spécialisée en chanson francophone et qui engageait de nombreuses belles voix radiophoniques parmi lesquelles celles des acteurs Serge Turgeon et Dyne Mousso, et celles des animateurs Daniel Ratthé, Micheline Ricard, Raymond Desmarteau, Daniel Leduc, Gilles Senécal, Jean Taurignan, Michel Desrochers, Dominique Frégault, Marc Fortin et, plus tard, François Paré. 
CIEL-MF changera de vocation peu après sa vente, vers 1998, alors que la même année, Coallier ouvrira la station Radio-Classique Montréal située au Parc Jean-Drapeau. Enfin, en 2007, ce sera au tour de Radio-Classique Québec de voir le jour. 
Quelques années plus tard, en 2014, il a vendu ses stations à Gregory Charles afin de prendre sa retraite.

## Médias

### Télévision - Animation
- 1961 : Métro Matin
- 1965 : Jeux d'hommes
- 1967 : Les enfants de chœur
- 1969 - 1971 : À la seconde
- 1971 - 1972 : Ce soir Jean-Pierre
- 1986 - 1995 : Ad Lib
- 1996 - 1997 : Les amuse-gueules
- 2002 - 2005 : Le Mec à Dames

### Radios
- 1968 - 1999 : CFGL-FM à Laval
- 1977 - 1997 : CIME-FM dans les Laurentides (Sainte-Adèle, puis Saint-Jérôme)
- 1977 - 1999 : CIEL-MF à Longueuil
- 1992 - 1997 : CJLM-FM dans Lanaudière (Joliette)
- 1998 - 2014 : Radio-Classique Montréal à Montréal
- 2007 - 2014 : Radio-Classique Québec à Québec